# Elezioni regionali in Italia del 2020
Nel corso del 2020 si svolsero elezioni regionali in 9 regioni italiane (8 a statuto ordinario e 1 a statuto speciale).

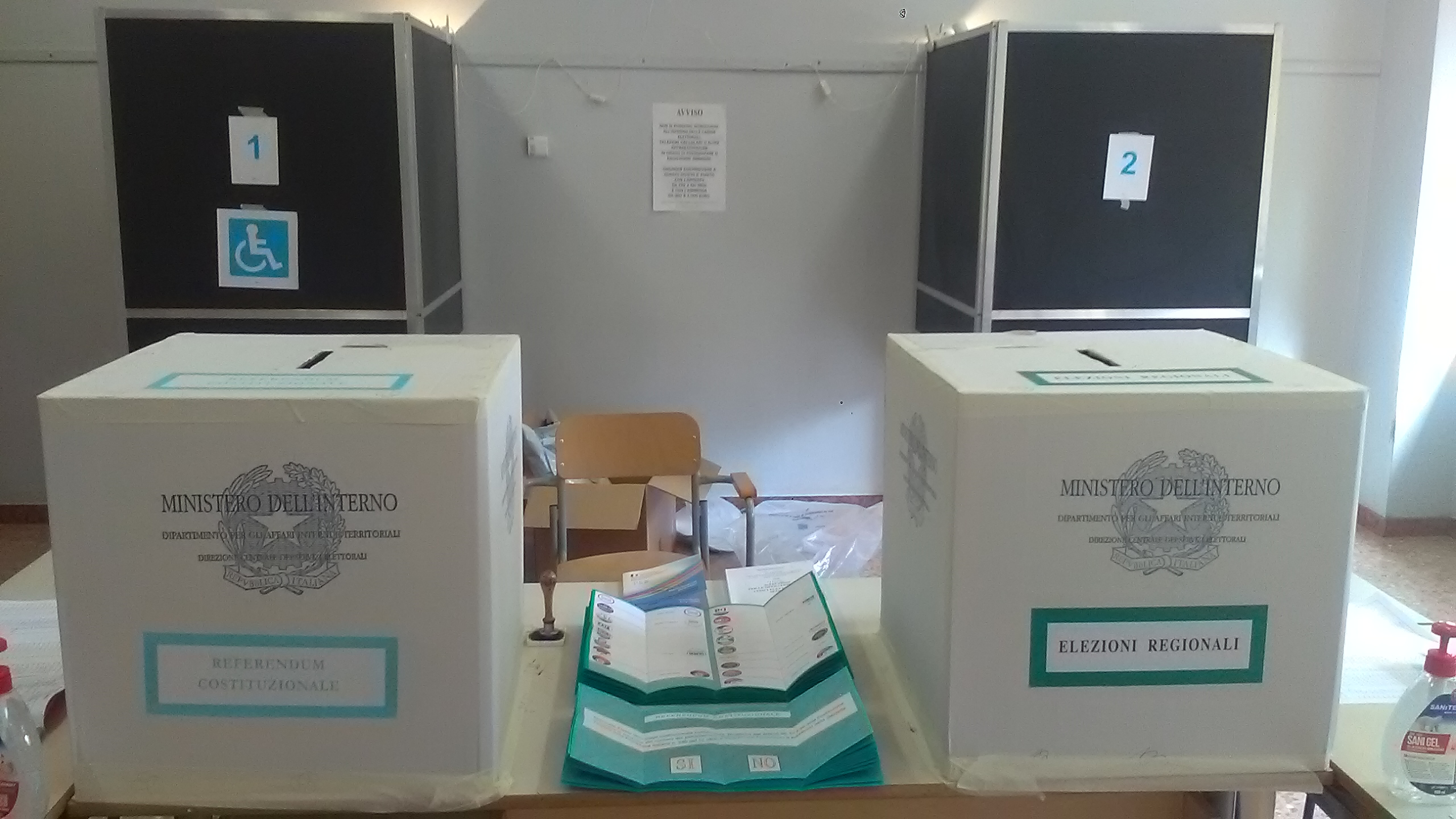
Seggio elettorale in Veneto

Le elezioni si tennero in Calabria ed Emilia-Romagna domenica 26 gennaio, mentre avrebbero dovuto tenersi in Campania, Liguria, Marche, Puglia, Toscana, Veneto tra marzo e giugno e in Valle d'Aosta domenica 19 aprile. Tuttavia, a causa dello scoppio della pandemia di COVID-19, in queste sette regioni furono rinviate a domenica 20 e lunedì 21 settembre: in tale occasione si votò anche in tutto il Paese per il referendum costituzionale, in 957 comuni per le elezioni amministrative, e infine in due seggi uninominali del Senato rimasti vacanti (Sassari e Villafranca di Verona) per le elezioni suppletive.

## Elezioni dei presidenti di regione

### Riepilogo
| Regione                                                                                     | Candidati                        | Candidati                     | Candidati                        | Candidati         | Presidenti uscenti | Presidenti uscenti      |
| Regione                                                                                     | Centro-sinistra                  | Movimento 5 Stelle            | Centro-destra                    | Altri             | Presidenti uscenti | Presidenti uscenti      |
| ------------------------------------------------------------------------------------------- | -------------------------------- | ----------------------------- | -------------------------------- | ----------------- | ------------------ | ----------------------- |
| Regione                                                                                     |                                  |                               |                                  | Altri             | Presidenti uscenti | Presidenti uscenti      |
| Calabria (26 gennaio)                                                                       | Filippo Callipo (Ind.) 30,14%    | Francesco Aiello 7,35%        | Jole Santelli (FI) 55,29%        | Carlo Tansi 7,22% |                    | Mario Oliverio (PD)     |
| Emilia-Romagna (26 gennaio)                                                                 | Stefano Bonaccini (PD) 51,42%    | Simone Benini 3,48%           | Lucia Borgonzoni (LSP) 43,63%    | Altri 1,47%       |                    | Stefano Bonaccini (PD)  |
| Campania (20-21 settembre)                                                                  | Vincenzo De Luca (PD) 69,48%     | Valeria Ciarambino 9,93%      | Stefano Caldoro (FI-NPSI) 18,06% | Altri 2,53%       |                    | Vincenzo De Luca (PD)   |
| Liguria (20-21 settembre)                                                                   | Ferruccio Sansa (Ind.) 38,90%    | Ferruccio Sansa (Ind.) 38,90% | Giovanni Toti (C!) 56,13%        | Altri 4,97%       |                    | Giovanni Toti (C!)      |
| Marche (20-21 settembre)                                                                    | Maurizio Mangialardi (PD) 37,29% | Gian Mario Mercorelli 8,62%   | Francesco Acquaroli (FdI) 49,13% | Altri 4,96%       |                    | Luca Ceriscioli (PD)    |
| Puglia (20-21 settembre)                                                                    | Michele Emiliano (Ind.) 46,78%   | Antonella Laricchia 11,12%    | Raffaele Fitto (FdI) 38,93%      | Altri 3,17%       |                    | Michele Emiliano (Ind.) |
| Toscana (20-21 settembre)                                                                   | Eugenio Giani (PD) 48,62%        | Irene Galletti 6,39%          | Susanna Ceccardi (LSP) 40,45%    | Altri 4,54%       |                    | Enrico Rossi (PD)       |
| Veneto (20-21 settembre)                                                                    | Arturo Lorenzoni (Ind.) 15,72%   | Enrico Cappelletti 3,25%      | Luca Zaia (LSP) 76,79%           | Altri 4,24%       |                    | Luca Zaia (LSP)         |
| L'elezione diretta del presidente della regione non è prevista in Valle d'Aosta (risultati) |                                  |                               |                                  |                   |                    |                         |

Mappe
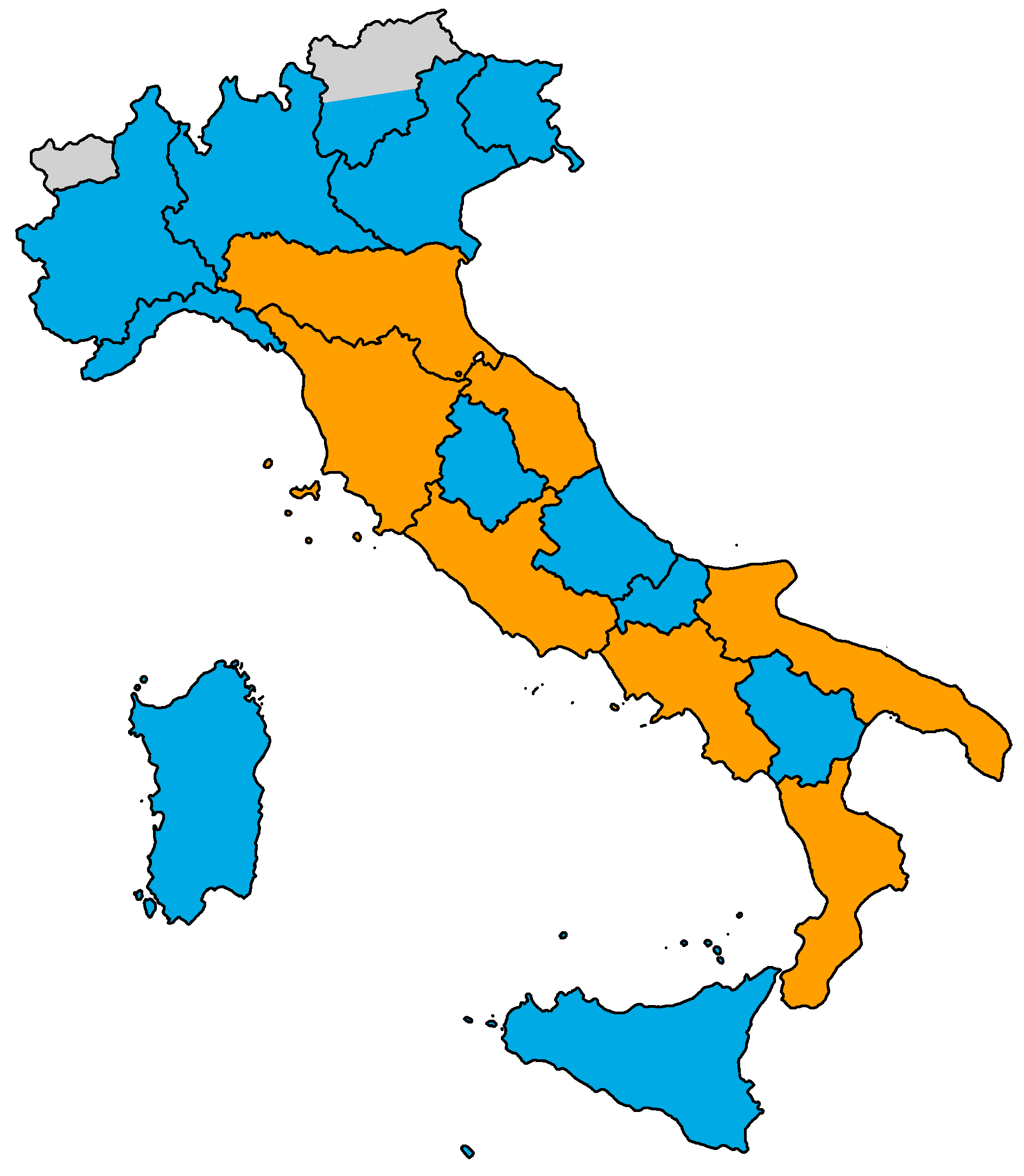
Prima delle elezioni regionali del 2020
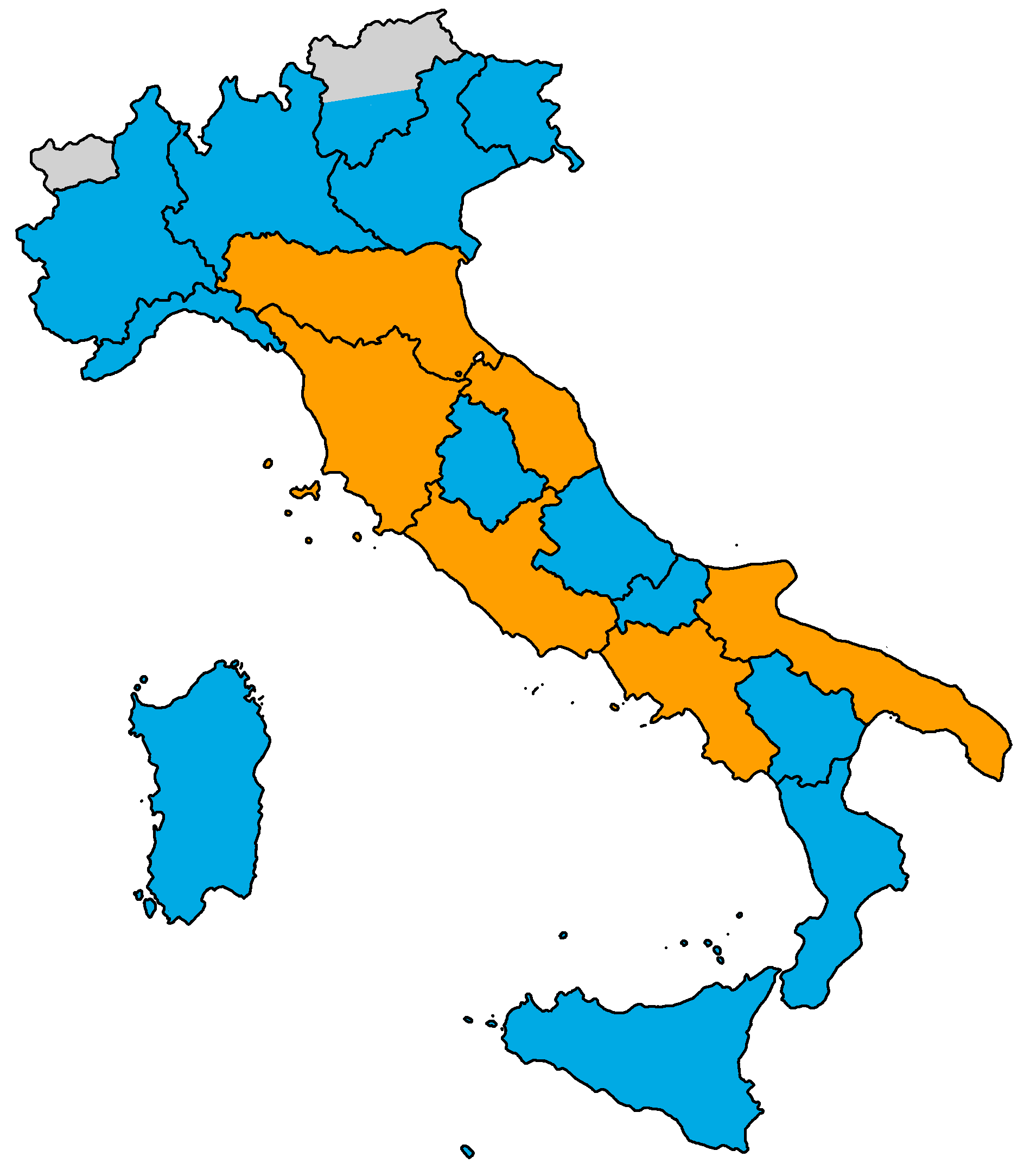
Al 26 gennaio 2020
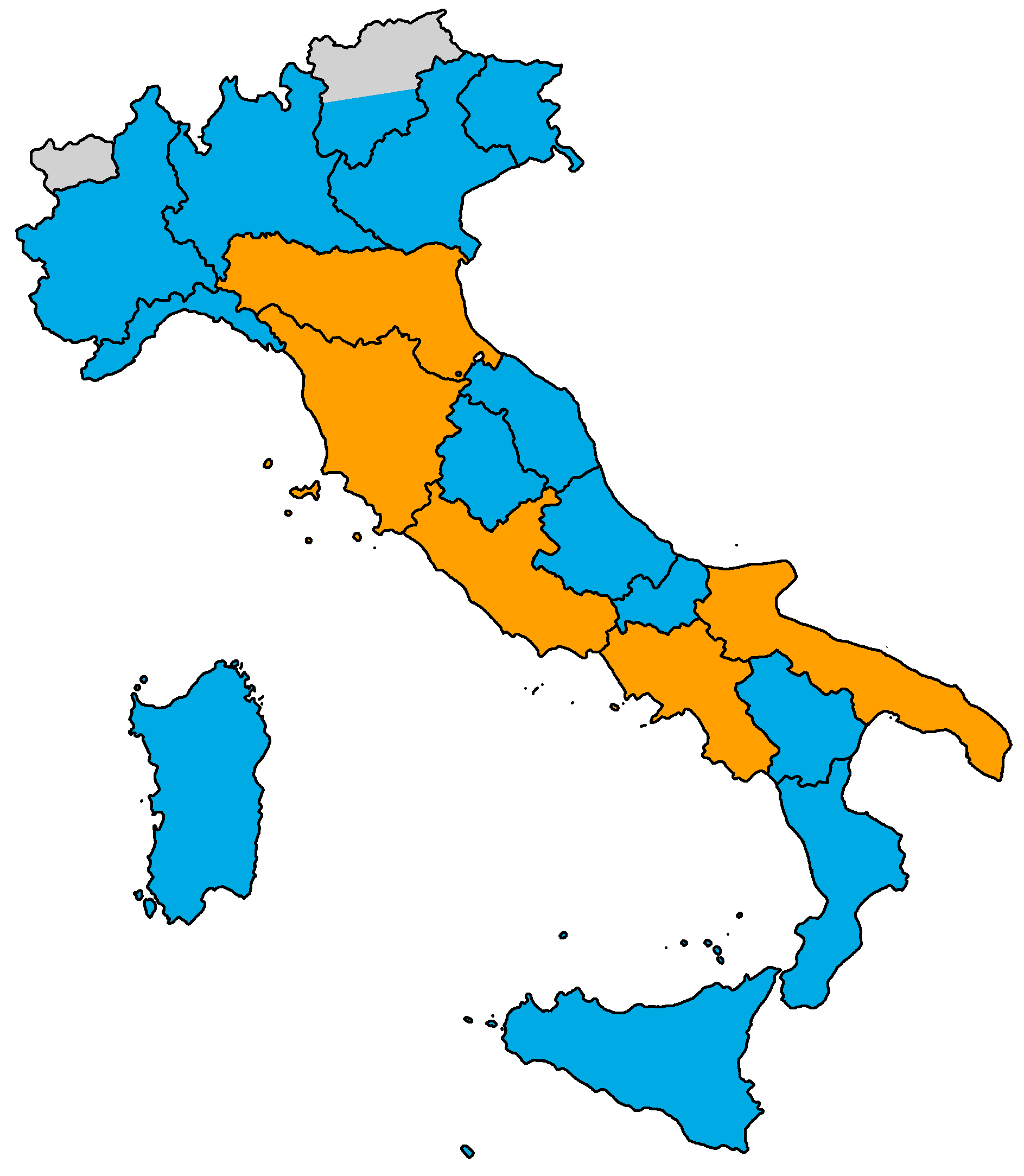
Al 21 settembre 2020

### Complessivo per coalizione dei risultati delle liste circoscrizionali

Mappa regionale dei vari partiti che esprimono i presidenti di regione prima delle elezioni regionali del 2020:
Cambiamo!
Forza Italia
Fratelli d'Italia
Indipendenti di centrosinistra
Lega
Partito Democratico
Partito Sardo d'Azione
Südtiroler Volkspartei
Union Valdôtaine
1. DiventeràBellissima

Mappa regionale dei vari partiti che esprimono i presidenti di regione al 26 gennaio 2020:
Da eleggere
Forza Italia
Fratelli d'Italia
Lega
Partito Democratico
Partito Sardo d'Azione
Südtiroler Volkspartei
Union Valdôtaine
1. DiventeràBellissima

Dati parziali
     Cambiamo!
     Forza Italia
     Fratelli d'Italia
     Indipendenti di centrosinistra
     Lega
     Partito Democratico
     Partito Sardo d'Azione
     Südtiroler Volkspartei
     Union Valdôtaine
     #DiventeràBellissima
     Da eleggere
     Forza Italia
     Fratelli d'Italia
     Lega
     Partito Democratico
     Partito Sardo d'Azione
     Südtiroler Volkspartei
     Union Valdôtaine
     #DiventeràBellissima
| Aventi diritto:                                | 23 875 861 | 23 875 861         | 23 875 861         | 23 875 861         |
| Votanti:                                       | 13 823 642 | 57,9 %             | 57,9 %             | 57,9 %             |
| Voti alle liste circoscrizionali:              | 11 987 026 | 86,71% dei votanti | 86,71% dei votanti | 86,71% dei votanti |
| Schede nulle                                   | 625 711    | 4,5% dei votanti   | 4,5% dei votanti   | 4,5% dei votanti   |
| di cui bianche                                 | 333 152    | 53,24% delle nulle | 53,24% delle nulle | 53,24% delle nulle |
| Coalizione o partito                           | Voti       | %                  | Seggi circ.        | Seggi reg.         |
| Centro-destra                                  | 5.500.498  | 45.96%             | 161                | 5                  |
| Centro-sinistra                                | 4.983.218  | 41.63%             | 158                | 4                  |
| Movimento 5 Stelle e alleati                   | 785.073    | 6.56%              | 18                 | 0                  |
| Centro-sinistra - Movimento 5 Stelle           | 242.652    | 2.03%              | 12                 | 0                  |
| Partito della Rifondazione Comunista e alleati | 109.029    | 0.91%              | 0                  | 0                  |
| Indipendenti                                   | 77.012     | 0.64%              | 0                  | 0                  |
| Italia Viva e alleati                          | 58.364     | 0.49%              | 4                  | 0                  |
| Movimento 3V                                   | 35.766     | 0.3%               | 0                  | 0                  |
| Potere al Popolo!                              | 34.759     | 0.29%              | 0                  | 0                  |
| Partito Comunista                              | 27.319     | 0.23%              | 0                  | 0                  |
| Partito dei Veneti                             | 19.756     | 0.17%              | 0                  | 0                  |
| Lega                                           | 15.837     | 0.13%              | 11                 | 0                  |
| Partito Comunista Italiano                     | 15.617     | 0.13%              | 0                  | 0                  |
| Union Valdôtaine                               | 10.470     | 0.09%              | 7                  | 1                  |
| Italia in Comune                               | 9.061      | 0.08%              | 0                  | 0                  |
| Partito Comunista - Partito Comunista Italiano | 8.184      | 0.07%              | 0                  | 0                  |
| Vallée d'Aoste Unie (MOUV'-VdA Ensemble)       | 5.397      | 0.05%              | 3                  | 0                  |
| Il Buonsenso                                   | 5.317      | 0.04%              | 0                  | 0                  |
| Pour l’Autonomie                               | 4.212      | 0.04%              | 3                  | 0                  |
| Grande Nord                                    | 3.061      | 0.03%              | 0                  | 0                  |
| Terzo Polo                                     | 3.056      | 0.03%              | 0                  | 0                  |
| Il Popolo della Famiglia e alleati             | 1.361      | 0.01%              | 0                  | 0                  |
| Rinascimento                                   | 3.289      | 0.03%              | 0                  | 0                  |
| Riconquistare l'Italia                         | 3.256      | 0.03%              | 0                  | 0                  |
| Vox Italia                                     | 2.954      | 0.02%              | 0                  | 0                  |
| Fiamma Tricolore                               | 2.362      | 0.02%              | 0                  | 0                  |
| Pays d’Aoste souverain                         | 1.876      | 0.02%              | 0                  | 0                  |
| Valle d'Aosta Futura                           | 1.761      | 0.01%              | 0                  | 0                  |
| Partito delle Buone Maniere                    | 1.348      | 0.01%              | 0                  | 0                  |
| VdALibra - Partito Animalista Italiano         | 1.084      | 0.01%              | 0                  | 0                  |
| Totale                                         |            | 100                | 884                | 13                 |

Fonte:

### Complessivo delle liste circoscrizionali
| Aventi diritto:                                                             | 23 875 861 | 23 875 861         | 23 875 861         | 23 875 861         |
| Votanti:                                                                    | 13 823 642 | 57,9 %             | 57,9 %             | 57,9 %             |
| Voti alle liste circoscrizionali:                                           | 11 987 026 | 86,71% dei votanti | 86,71% dei votanti | 86,71% dei votanti |
| Schede nulle                                                                | 625 711    | 4,5% dei votanti   | 4,5% dei votanti   | 4,5% dei votanti   |
| di cui bianche                                                              | 333 152    | 53,24% delle nulle | 53,24% delle nulle | 53,24% delle nulle |
| Partito                                                                     | Voti       | %                  | Seggi              | Diff.              |
| Partito Democratico                                                         | 2 518 668  | 21,01              | 92                 | 28                 |
| Lega                                                                        | 2 042 659  | 17,04              | 66                 | 28                 |
| Fratelli d'Italia                                                           | 1 222 020  | 10,19              | 36                 | 29                 |
| Zaia Presidente                                                             | 916 087    | 7,64               | 24                 | 11                 |
| Movimento 5 Stelle                                                          | 815 002    | 6,8                | 19                 | 26                 |
| Forza Italia                                                                | 634 743    | 5,3                | 18                 | 10                 |
| De Luca Presidente                                                          | 313 666    | 2,62               | 6                  | 2                  |
| Italia Viva                                                                 | 211 637    | 1,77               | 5                  | n.d.               |
| Centro Democratico                                                          | 175 762    | 1,47               | 7                  | n.d.               |
| Cambiamo!                                                                   | 141 629    | 1,18               | 8                  | n.d.               |
| La Puglia Domani - Fitto Presidente                                         | 141 201    | 1,18               | 3                  | n.d.               |
| Bonaccini Presidente (IiC - Azione - Possibile - IV)                        | 124 591    | 1,04               | 3                  | n.d.               |
| Partito Democratico - Articolo Uno                                          | 124 586    | 1,04               | 6                  | n.d.               |
| Campania Libera                                                             | 122 367    | 1,02               | 2                  | 1                  |
| Con Emiliano                                                                | 110 559    | 0,92               | 6                  | n.d.               |
| Fare Democratico - Popolari                                                 | 104 872    | 0,87               | 2                  | n.d.               |
| Noi Campani                                                                 | 102 652    | 0,86               | 2                  | n.d.               |
| Unione di Centro                                                            | 102 650    | 0,86               | 3                  | 1                  |
| Liberal Democratici - Campania Popolare - Moderati                          | 84 768     | 0,71               | 2                  | n.d.               |
| Emilia-Romagna Coraggiosa (Art.1 - SI - èViva)                              | 81 419     | 0,68               | 2                  | n.d.               |
| Europa Verde                                                                | 76 803     | 0,64               | 2                  | n.d.               |
| Democratici e Progressisti                                                  | 72 904     | 0,61               | 2                  | n.d.               |
| Italia Viva - +Europa                                                       | 72 397     | 0,6                | 2                  | n.d.               |
| Senso Civico - Un Nuovo Ulivo per la Puglia (Art.1 - PRI)                   | 69 780     | 0,58               | 0                  | n.d.               |
| Jole Santelli Presidente                                                    | 65 816     | 0,55               | 2                  | n.d.               |
| Italia in Comune                                                            | 64 886     | 0,54               | 0                  | n.d.               |
| Puglia Verde e Solidale (SI - EV - PSI)                                     | 63 725     | 0,53               | 0                  | n.d.               |
| Io Resto in Calabria                                                        | 61 699     | 0,51               | 3                  | n.d.               |
| Partito Socialista Italiano                                                 | 60 100     | 0,5                | 1                  | Stabile            |
| Casa delle Libertà                                                          | 49 778     | 0,42               | 2                  | 1                  |
| Veneta Autonomia                                                            | 48.932     | 0,41               | 1                  | n.d.               |
| Toscana Sinistra Civica Ecologista                                          | 47.875     | 0,4                | 0                  | n.d.               |
| Orgoglio Toscana per Giani Presidente (PSI - Azione - CD - IdV - PRI - PLI) | 47.712     | 0,4                | 0                  | n.d.               |
| Toscana a Sinistra (SI - PRC - PaP!)                                        | 46.312     |                    | 0                  |                    |
| +Campania in Europa (incl. PLI e IdV)                                       | 45.500     |                    | 1                  |                    |
| Lista Ferruccio Sansa Presidente                                            | 44.700     |                    | 2                  |                    |
| Emiliano sindaco di Puglia                                                  | 43.404     |                    | 0                  |                    |
| Europa Verde - DemoS                                                        | 42.996     |                    | 1                  |                    |
| Veneto che vogliamo                                                         | 41.275     |                    | 1                  |                    |
| Tesoro Calabria                                                             | 40.299     |                    | 0                  |                    |
| Progetto Emilia-Romagna - Rete civica Borgonzoni Presidente                 | 37.462     |                    | 0                  |                    |
| Davvero Sostenibilità e Diritti - Partito Animalista                        | 33.681     |                    | 1                  |                    |
| +Europa - PSI - PRI                                                         | 33.087     |                    | 0                  |                    |
| Unione di Centro - Nuovo PSI                                                | 31.736     |                    | 0                  |                    |
| Potere al Popolo!                                                           | 30.955     |                    | 0                  |                    |
| Terra (SI-PRC-PCI-AET-Partito del Sud-Insurgencia-Stop Biocidio)            | 27.475     |                    | 0                  |                    |
| Partito Comunista                                                           | 27.274     |                    | 0                  |                    |
| Europa Verde Progressista Civica                                            | 26.836     |                    | 0                  |                    |
| Per le Persone e la Comunità                                                | 26.452     |                    | 0                  |                    |
| Movimento 3V-Vaccini Vogliamo Verità                                        | 24 558     |                    | 0                  |                    |
| Partito dei Veneti                                                          | 20.502     |                    | 0                  |                    |
| Italia Viva - PSI - DemoS - Civici Marche                                   | 19 742     |                    | 1                  |                    |
| Solidarietà Ambiente Lavoro                                                 | 18.529     |                    | 0                  |                    |
| Rinasci Marche (+Europa - Civici - Verdi)                                   | 17 268     |                    | 1                  |                    |
| Toscana Civica                                                              | 16.859     |                    | 0                  |                    |
| Massardo Presidente (IV - +Europa - PSI - Partito Valore Umano)             | 16.546     |                    | 0                  |                    |
| Cittadini Pugliesi - Conca Presidente                                       | 16.531     |                    | 0                  |                    |
| Partito Comunista Italiano                                                  | 15.574     |                    | 0                  |                    |
| Linea Condivisa (SI - Possibile - èViva)                                    | 15.451     |                    | 1                  |                    |
| Italia Viva - Civica per il Veneto - PRI - PSI                              | 15.198     |                    | 0                  |                    |
| Veneto Ecologia Solidarietà                                                 | 14.518     |                    | 0                  |                    |
| +Veneto in Europa - Volt                                                    | 14.246     |                    | 0                  |                    |
| Per le Autonomie                                                            | 13.703     |                    | 0                  |                    |
| Civici con Acquaroli                                                        | 12 958     |                    | 1                  |                    |
| Mangialardi Presidente (Azione - MRE)                                       | 12 884     |                    | 0                  |                    |
| Dipende da Noi                                                              | 11 834     |                    | 0                  |                    |
| Le Nostre Marche e Il Centro con Mangialardi                                | 11 625     |                    | 0                  |                    |
| Union Valdôtaine                                                            | 10.470     |                    | 7                  |                    |
| Progetto Civico Progressista (PD - EV - Rete civica - AD - Possibile)       | 10.106     |                    | 7                  |                    |
| Europa Verde - DemoS - Centro Democratico                                   | 9.913      |                    | 0                  |                    |
| Puglia Futura                                                               | 9.897      |                    | 0                  |                    |
| Marche Coraggiose (Art.1 - IiC)                                             | 9 270      |                    | 0                  |                    |
| Volt                                                                        | 9.253      |                    | 0                  |                    |
| Liberi di cambiare - Calabria Civica                                        | 8.544      |                    | 0                  |                    |
| Comunista! (PC - PCI)                                                       | 8 184      |                    | 0                  |                    |
| L'Altra Emilia-Romagna (PRC-PCI-Partito del Sud)                            | 7.830      |                    | 0                  |                    |
| Lavoro Ambiente Costituzione (PRC - PCI - Risorgimento Socialista)          | 7.222      |                    | 0                  |                    |
| Alleanza di Centro                                                          | 6.432      |                    | 0                  |                    |
| Cambiamo!-Il Popolo della Famiglia                                          | 6.341      |                    | 0                  |                    |
| Il Buonsenso                                                                | 6.088      |                    | 0                  |                    |
| Giovani per l'Ambiente                                                      | 6.007      |                    | 0                  |                    |
| Alleanza Valdostana (UVP - ALPE - IV - SA)                                  | 5.880      |                    | 4                  |                    |
| PRI - Lega per l'Italia                                                     | 5.745      |                    | 0                  |                    |
| Movimento per le Marche (PRI - Fronte Verde)                                | 5 730      |                    | 0                  |                    |
| Partito Animalista Italiano                                                 | 5.573      |                    | 0                  |                    |
| Vallée d'Aoste Unie (MOUV' - VdA Ensemble)                                  | 5.397      |                    | 3                  |                    |
| Calabria Libera                                                             | 5.329      |                    | 0                  |                    |
| Svolta! (IiC-Volt)                                                          | 5.224      |                    | 0                  |                    |
| Scalfarotto Presidente - +Europa                                            | 5.062      |                    | 0                  |                    |
| Pour l'Autonomie                                                            | 4.212      |                    | 3                  |                    |
| Sinistra Alternativa                                                        | 4.192      |                    | 0                  |                    |
| Terzo Polo                                                                  | 4.028      |                    | 0                  |                    |
| Centro-destra (FI - FdI - PNV - NVdA)                                       | 3.761      |                    | 1                  |                    |
| Grande Liguria                                                              | 3.569      |                    | 0                  |                    |
| Riconquistare l'Italia                                                      | 3.482      |                    | 0                  |                    |
| Identità Meridionale - Macroregione Sud                                     | 3.333      |                    | 0                  |                    |
| Rinascimento                                                                | 3.289      |                    | 0                  |                    |
| Calabria Pulita                                                             | 3.230      |                    | 0                  |                    |
| Rispetto per tutti gli animali - Ora                                        | 3.165      |                    | 0                  |                    |
| Pensionati e Invalidi                                                       | 3.119      |                    | 0                  |                    |
| Fiamma Tricolore                                                            | 3.115      |                    | 0                  |                    |
| Vox Italia Marche                                                           | 2 954      |                    | 0                  |                    |
| Partito delle Buone Maniere                                                 | 2.608      |                    | 0                  |                    |
| Sanca Veneta                                                                | 2.405      |                    | 0                  |                    |
| Pays d'Aoste souverain                                                      | 1.876      |                    | 0                  |                    |
| Valle d'Aosta Futura                                                        | 1.761      |                    | 1                  |                    |
| Il Popolo della Famiglia                                                    | 1.614      |                    | 0                  |                    |
| Partito del Sud                                                             | 1.410      |                    | 0                  |                    |
| Base Costituzionale                                                         | 1.244      |                    | 0                  |                    |
| Partito Pensiero e Azione                                                   | 1.243      |                    | 0                  |                    |
| Futuro Verde (Volt-PLI-ALI)                                                 | 1.888      |                    | 0                  |                    |
| Sud Indipendente                                                            | 1.179      |                    | 0                  |                    |
| VdALibra - Partito Animalista Italiano                                      | 1.084      |                    | 0                  |                    |
| Democrazia Cristiana                                                        | 1.047      |                    | 0                  |                    |
| I Liberali                                                                  | 806        |                    | 0                  |                    |
| Lista Carlo Carpi                                                           | 576        |                    | 0                  |                    |
| Totale                                                                      | 11 987 026 |                    | 897                |                    |